# Décès en 1121
Décès
- 1117
- 1118
- 1119
- 1120
- 1121
- 1122
- 1123
- 1124
- 1125

Cette page dresse une liste de personnalités mortes au cours de l'année 1121 :
- 15 février : Richard de Millau, cardinal, élu abbé de Saint-Victor de Marseille, nommé légat pontifical, puis archevêque de Narbonne.
- 2 mars : Florent II de Hollande, comte de Hollande.
- 30 décembre : Erlung, évêque de Wurtzbourg.

- Abd al-Aziz ibn Mansur, avant-dernier souverain de la dynastie berbère hammadide.
- Al-Afdal Shâhânshâh,  ou Abû al-Qâsim al-Afdhal Shâhânshâh, vizir tout puissant du calife fatimide l'Égypte.
- Domnall MacLochlainn, roi d’Ailech, de Cenél nEógain  et Ard ri Érenn co fressabra (c'est-à-dire en opposition).
- Frédéric de Namur, prince-évêque de Liège.
- Gison IV de Gudensberg, comte du Haut-Lahngau puis comte de Gudensberg en Basse-Hesse et  Porte-drapeau impérial.
- Guilhem V de Montpellier, seigneur de Montpellier et d'Aumelas.
- Nicéphore Ier, patriarche de Kiev et de toute la Rus'.
- Jón Ögmundsson, premier évêque de Hólar en Islande.
- Philippe de Pont, évêque de Troyes.
- Masûd ibn-Saâd Salmân (en), poète de langue persane (1046-v. 1121).
- Raimbaud II d'Orange, comte d'Orange.
- Rainiero, cardinal  de l'Église catholique.
- Ugo Visconti, cardinal italien de l'Église catholique.

## Crédit d'auteurs
- Cet article est partiellement ou en totalité issu de l'article intitulé « 1121 » (voir la liste des auteurs).